# Теорема Коши о многогранниках
Теорема Коши о многогранниках утверждает, что грани многогранника вместе с правилом склейки полностью определяют выпуклый многогранник.

## Формулировка
Два замкнутых выпуклых многогранника конгруэнтны, если существует непрерывная биекция между их поверхностями, переводящая изометрией каждую грань первого многогранника в грань второго.

## История
Вопрос о том, что грани многогранника вместе с правилами склейки полностью определяют выпуклый многогранник,
был сформулирован Лежандром в 1-м издании его учебника.
Там же была дана ключевая лемма о четырёх переменах знаков, которая использовалась Коши в его доказательстве.
Это доказательство содержало ошибку, которая была замечена и исправлена Штейницем в 1934 году.

## Вариации и обобщения
- Аналогичный результат верен в пространствах всех размерностей начиная с 3.

- Для невыпуклых многогранников аналогичный результат неверен.
  - Более того, существует невыпуклый многогранник, который допускает непрерывные деформации в классе многогранников с конгруэнтными гранями. Такой многогранник называется изгибаемым. Однако, согласно теореме Сабитова, объём такого многогранника в процессе деформаций будет оставаться неизменным.

- Согласно теореме Александрова о развёртке, условие конгруэнтности граней можно ослабить до условия изометричности внутренней метрики поверхности многогранника.
  - Более того, то же верно для любой замкнутой выпуклой поверхности. Последнее доказано Алексеем Васильевичем Погореловым.[4][5] Другое доказательство было получено Юрием Александровичем Волковым.[6][7],